# Họ Bướm xanh
Họ Bướm xanh (danh pháp: Lycaenidae) hay Bướm cánh tơ hay Bướm sói ("lycaenidae" bắt nguồn từ chữ λύκαινα nghĩa là "chó sói") là họ bướm ngày lớn thứ nhì với khoảng 6.000 loài (chiếm khoảng 40% số loài đã biết)

## Phân loài

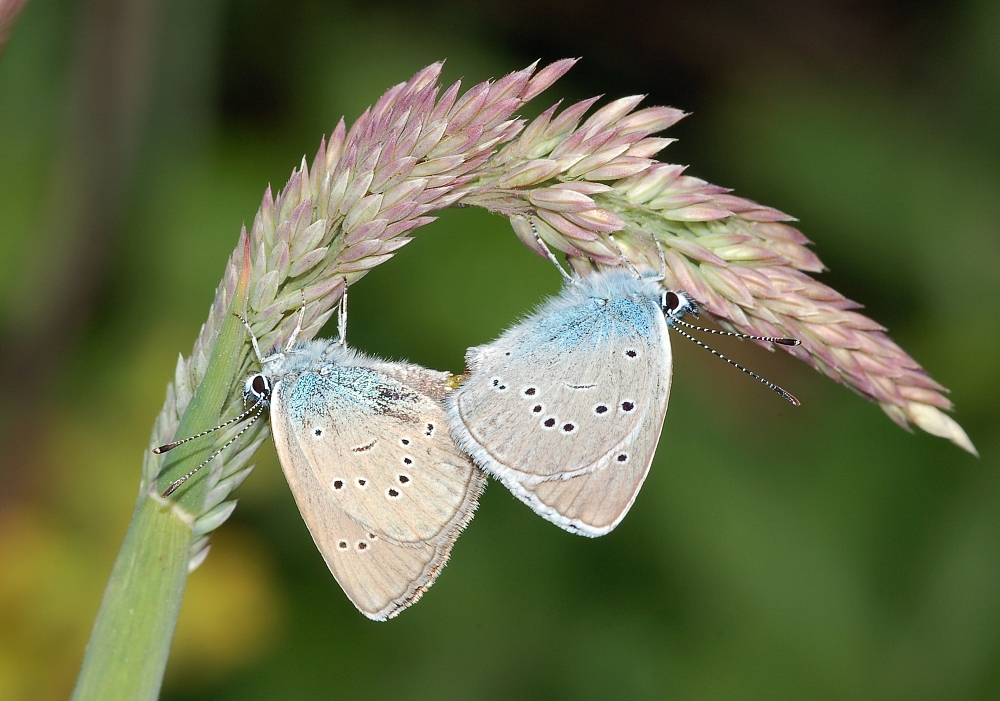
Mating (P. semiargus)

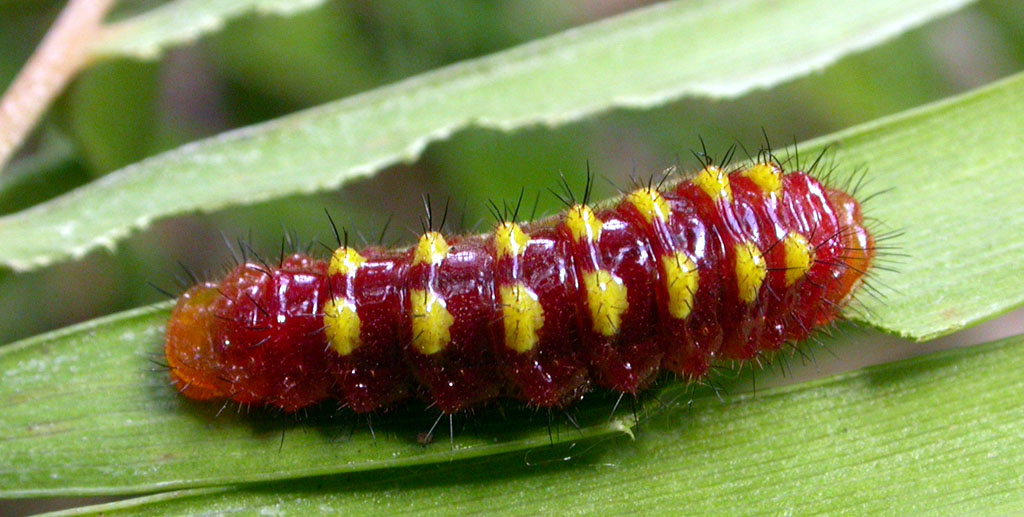
Caterpillar of the Atala (Eumaeus atala)

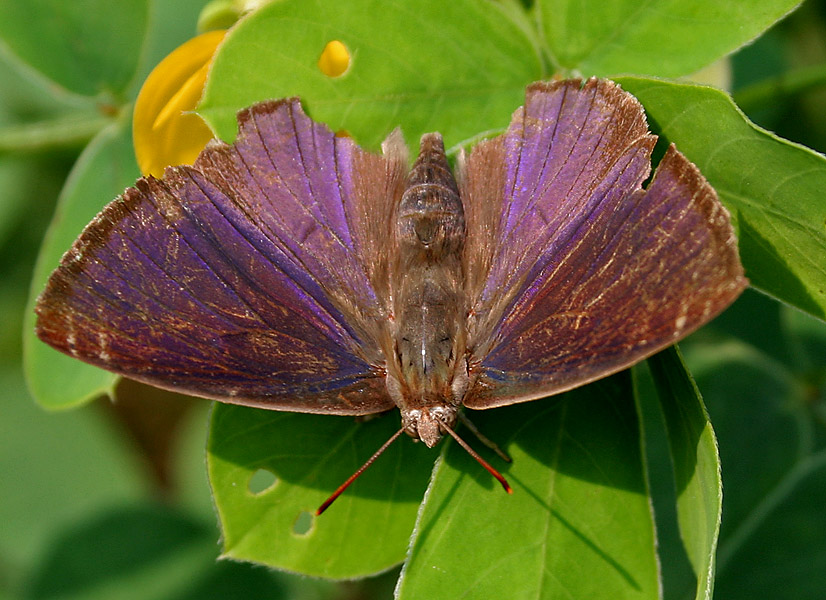
Leaf Blue- Amblypodia anita from Theclinae

Chi Chrysoritis nằm trực tiếp trong họ Bướm xanh chứ không thuộc phân họ nào.
Siêu họ Papilionoidea
- Họ Bướm xanh Lycaenidae
  - Phân họ Curetinae, Sunbeams (Oriental or Palaearctic)
    -       -         - Chi Curetis

- - Phân họ Lipteninae (Afrotropical): Lipteninae Rober đồng hóa phân họ này với phân họ Poritiinae
  - Phân họ Liphyrinae (mostly African, some Asian)
    -       -         -           - Loài Liphyra brassolis, Moth Butterfly - the largest lycaenid

  - Phân họ Lycaeninae, Coppers (Holarctic)
    -       -         - Chi Acesina, Adaluma, Alciphronia, Antipodolycaena, Apangea, Armenia, Callipsyche, Chalybs, Cyaniriodes, Cyprotides, Darasana, Diopetes, Eupsychellus, Heliophorus, Hypomyrina, Hyrcanana, Hysudra, Iaspis, Incisalia, Iophanus, Ipidecla, Kulua, Lepidochrysops, Lycaena, Maurus, Melanolycaena, Michaelus, Mirzakhania, Mitoura, Nadisepa, Nesa, Paiwarria, Parachilades, Paralucia, Paralycaeides, Phaedrotes, Phasis, Poecilmitis, Polycyma, Pseudolycaena, Pseudothecla, Rapsidia, Sandia, Satadra, Siderus, Stilbon, Superflua, Symbiopsis, Syntarucoides, Tatura, Thecliolia, Theritas, Thersamolycaena, Tiora, Tuttiola, Tylopaedia, Ununcula, Uranothauma, Xinjiangia, Zetona

  - Phân họ Miletinae, Harvesters (mostly African, or Oriental, some Holarctic). Probably all feed on aphids or their secretions
    - Tông Liphyrini
      -         - Chi Aslauga, Euliphyra, Liphyra

    - Tông Miletini
      -         - Chi Allotinus, Feniseca, Lachnocnema, Logania, Lontalius, Megalopalpus, Miletus, Spalgis, Thestor

    - Tông Tarakini: chi Taraka

  - Phân họ Polyommatinae, Blues (Global)
    - Tông Candalidini
      -         - Chi Candalides, Nesolycaena, Zetona

    - Tông Lycaenesthini
      -         - Chi Anthene, Cupidesthes

    - Tông Niphandini: chi Niphanda
    - Tông Polyommatini
      -         - Chi Actizera, Acytolepis, Agrodiaetus, Aricia, Azanus, Bothrinia, Brephidium, Cacyreus, Caerulea, Caleta, Callenya, Callictita, Castalius, Catochrysops, Catopyrops, Cebrella, Celastrina, Celatoxia, Chilades, Cupido, Cupidopsis, Cyclargus, Cyclyrius, Danis, Discolampa, Echinargus, Eicochrysops, Eldoradina, Elkalyce, Epimastidia, Erysichton, Euchrysops, Euphilotes, Famegana, Freyeria, Glaucopsyche, Harpendyreus, Hemiargus, Iolana, Ionolyce, Itylos, Jameela, Jamides, Lampides, Lepidochrysops, Leptotes, Lestranicus, Lycaenopsis, Madeleinea, Megisba, Micropsyche, Monodontides, Nabokovia, Nacaduba, Neolucia, Neolysandra, Neopithecops, Notarthrinus, Nothodanis, Oboronia, Orachrysops, Oraidium, Oreolyce, Orthomiella, Otnjukovia, Palaeophilotes, Paraduba, Paralycaeides, Parelodina, Perpheres, Petrelaea, Phengaris, Philotes, Philotiella, Phlyaria, Pistoria, Pithecops, Plautella, Plebejus, Polyommatus, Praephilotes, Prosotas, Pseudochrysops, Pseudolucia, Pseudonacaduba, Pseudophilotes, Pseudozizeeria, Psychonotis, Ptox, Rhinelephas, Rysops, Sahulana, Sancterila, Scolitantides, Shijimia, Sidima, Sinia, Subsolanoides, Talicada, Tartesa, Tarucus, Thaumaina, Theclinesthes, Thermoniphas, Tongeia, Turanana, Tuxentius, Udara, Una, Upolampes, Uranobothria, Uranothauma, Zintha, Zizeeria, Zizina, Zizula

    - Tông chưa rõ ràng
      -         - Chi Alpherakya, Boliviella, Cherchiella, Facula, Glabroculus, Ityloides, Maslowskia, Nivalis, Pallidula, Patricius, Plebejides, Umpria

  - Phân họ Poritiinae (Oriental)
    - Tông Poritiini
      -         - Chi Cyaniriodes de Nicéville, 1890 (đôi khi được đặt trong phân họ Lycaeninae)
        - Chi Deramas Distant, 1886
        - Chi Poriskina Druce, 1895
        - Chi Poritia Moore, 1886
        - Chi Simiskina Distant, 1886

    - Tông Liptenini
      - Phân tông Pentilina
        - Chi Alaena Boisduval, 1847
        - Chi Ptelina Clench, 1965
        - Chi Telipna Aurivillius, 1895
        - Chi Liptenara Bethune-Baker, 1915
        - Chi Pentila Westwood, 1851
        - Chi Ornipholidotos Bethune-Baker, 1914
        - Chi Torbenia Libert, 2000

      - Phân tông Durbaniina
        - Chi Durbania Trimen, 1862
        - Chi Durbaniella van Son, 1959
        - Chi Durbaniopsis van Son, 1959

      - Phân tông Mimacraeina
        - Chi Cooksonia Druce, 1905
        - Chi Mimacraea Butler, 1872
        - Chi Mimeresia Stempffer, 1961

      - Phân tông Liptenina
        - Chi Pseuderesia Butler, 1874
        - Chi Teriomima Kirby, 1887
        - Chi Euthecta Bennett, 1954
        - Chi Baliochila Stempffer & Bennett, 1953
        - Chi Cnodontes Stempffer & Bennett, 1953
        - Chi Congdonia Henning & Henning, 2004
        - Chi Eresinopsides Strand, 1911
        - Chi Eresina Aurivillius, 1898
        - Chi Toxochitona Stempffer, 1956
        - Chi Argyrocheila Staudinger, 1892
        - Chi Citrinophila Kirby, 1887
        - Chi Liptena Westwood, 1851
        - Chi Obania Collins & Larsen, 1998
        - Chi Kakumia Collins & Larsen, 1998
        - Chi Falcuna Stempffer & Bennett, 1963
        - Chi Tetrarhanis Karsch, 1893
        - Chi Larinopoda Butler, 1871
        - Chi Micropentila Aurivillius, 1895

      - Phân tông Epitolina
        - Chi Epitola Westwood, 1851
        - Chi Cerautola Libert, 1999
        - Chi Geritola Libert, 1999
        - Chi Stempfferia Jackson, 1962
        - Chi Cephetola Libert, 1999
        - Chi Deloneura Trimen, 1868
        - Chi Batelusia Druce, 1910
        - Chi Tumerepedes Bethune-Baker, 1913
        - Chi Pseudoneaveia Stempffer, 1964
        - Chi Neaveia Druce, 1910
        - Chi Epitolina Aurivillius, 1895
        - Chi Hypophytala Clench, 1965
        - Chi Phytala Westwood, 1851
        - Chi Neoepitola Jackson, 1964
        - Chi Aethiopana Bethune-Baker, 1915
        - Chi Hewitsonia Kirby, 1871
        - Chi Powellana Bethune-Baker, 1908
        - Chi Iridana Aurivillius, 1921
        - Chi Teratoneura Dudgeon, 1909

  - Phân họ Theclinae, Hairstreaks (usually tailed) and Elfins (not tailed) (Global)
    - Tông Amblypodiini
    - Tông Aphnaeini
    - Tông Arhopalini
    - Tông Catapaecilmatini
    - Tông Cheritrini
    - Tông Deudorigini
    - Tông Eumaeini
    - Tông Horagini
    - Tông Hypolycaenini
    - Tông Hypotheclini
    - Tông Iolaini
    - Tông Loxurini
    - Tông Luciini
    - Tông Ogyrini
    - Tông Oxylidini
    - Tông Remelanini
    - Tông Theclini
    - Tông Tomarini
    - Tông Zesiini

## Hình ảnh

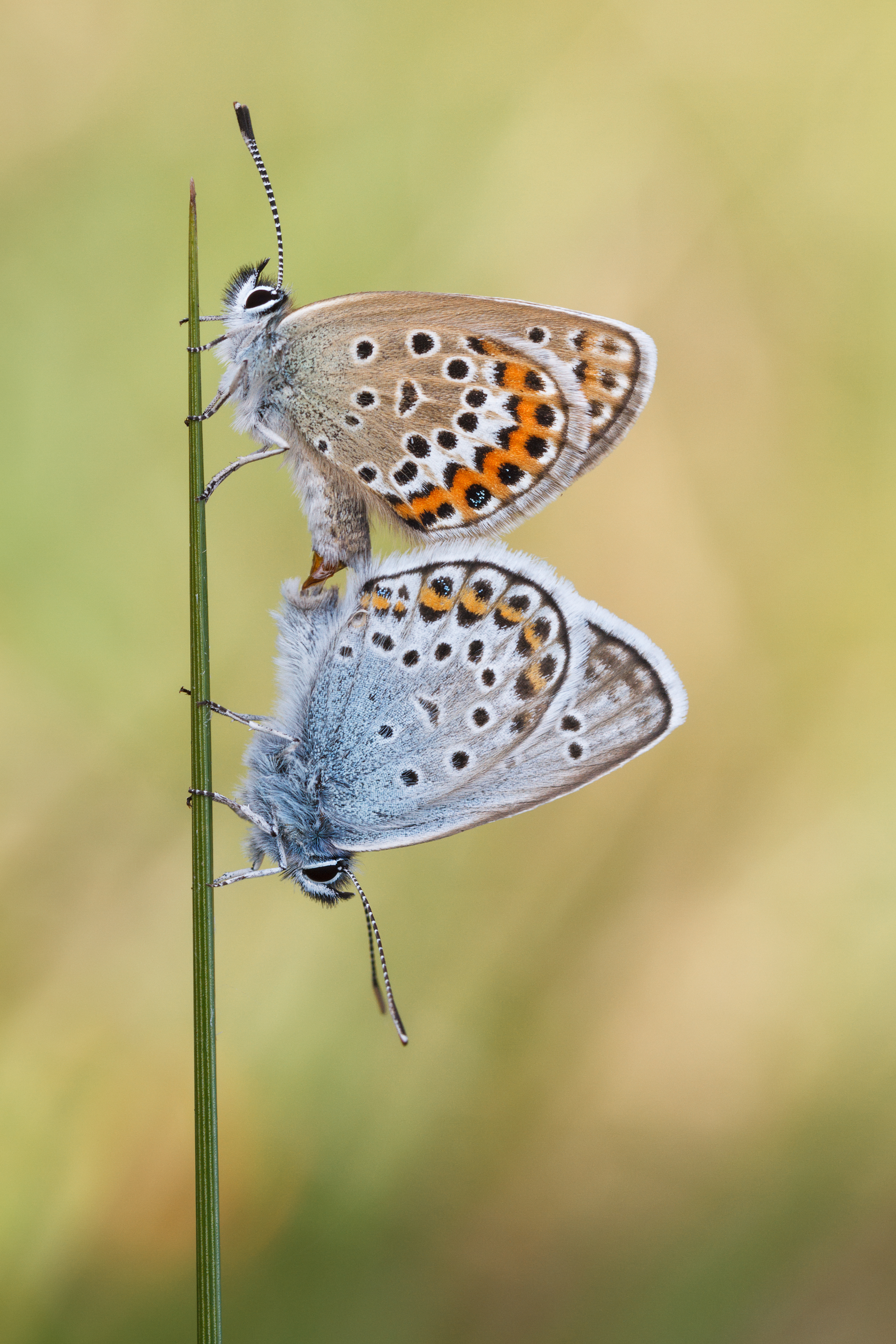
Plebejus argus, phân họ Polyommatinae